# Havant & Waterlooville FC
Havant & Waterlooville Football Club är en engelsk fotbollsklubb i Havant, Hampshire, England. Den bildades 1998 genom en sammanslagning av Havant Town FC och Waterlooville FC och hemmamatcherna spelas på West Leigh Park i Havant. Smeknamnet är The Hawks.

## Historia
Under sin första säsong som ett lag vann Havant & Waterlooville Southern Football Leagues Southern Division. Man spelade sedan fem säsonger i Premier Division, säsongen 2001-02 kom att bli den bästa man kom då trea efter att ha legat i topp under september. Säsongen 2002-03  tog man sig ända till semifinalen i FA Trophy, där förlorade man emellertid mot Tamworth med 2-1.
I samband med att The Football Association 2004 genomdrev en omfattande omstrukturering av National League System (NLS) flyttades Havant & Waterlooville upp i nybildade Conference South.
Säsongen 2006-07 kom man på en 4:e plats och kvalificerade sig för slutspelet men förlorade i semifinalen mot Braintree Town.
Säsongen 2007-08 orsakade man stora rubriker genom att vinna över de blivande Football League One mästarna, Swansea City med 4–2 i en omspelsmatch i FA-cupens 3:e omgång. I fjärde omgången mötte man Premier League-laget Liverpool på Anfield. De höll även i denna matchen på att ställa till med en skräll. De ledde matchen två gånger innan man förlorade med 5–2. En spelare från Havant & Waterlooville, Alfie Potter, på lån från Peterborough United utsågs till omgångens spelare.

## Meriter
- Southern Football League Southern Division: 1988/89